# Lyellia crispa
Lyellia crispa är en bladmossart som beskrevs av R. Brown 1819. Lyellia crispa ingår i släktet Lyellia och familjen Polytrichaceae. Inga underarter finns listade i Catalogue of Life.